# Ocotea auriculiformis
Ocotea auriculiformis är en lagerväxtart som beskrevs av André Joseph Guillaume Henri Kostermans. Ocotea auriculiformis ingår i släktet Ocotea och familjen lagerväxter. Inga underarter finns listade i Catalogue of Life.